# جو ستون
جو ستون (بالهولندية: Joe Stone)‏ هو دي جيه هولندي، ولد في 1984 في ألميلو في هولندا.

## وصلات خارجية
- الموقع الرسمي